# Armeau

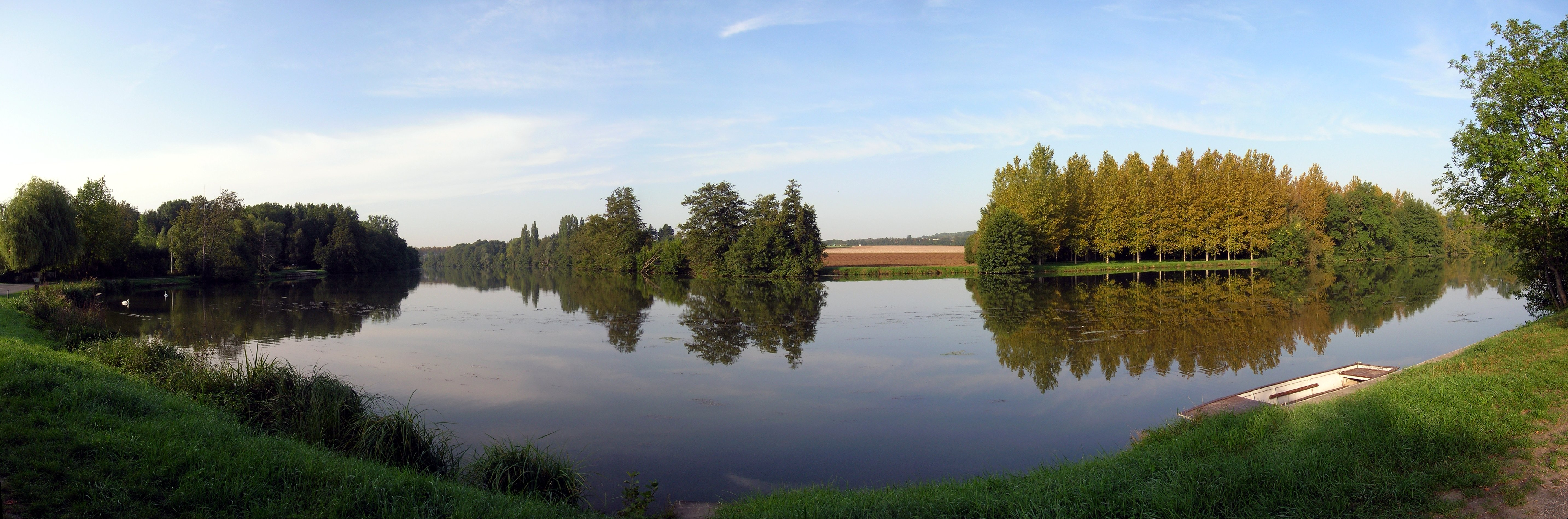
Sông Yonne ở Armeau

Armeau là một xã của Pháp,tọa lạc ở tỉnh Yonne trong vùng Bourgogne.

## Hành chính
| Danh sách các thị trưởng               |           |                        |      |                      |
| Giai đoạn                              | Giai đoạn | Tên                    | Đảng | Tư cách              |
| 1800                                   | 1816      | M. de Richemont        |      |                      |
| 1816                                   | 1819      | M. de Formanoir        |      |                      |
| 1819                                   | 1831      | Comte de Champlost     |      | Comte                |
| 1832                                   | 1860      | Louis Méreau           |      |                      |
| 1861                                   | 1869      | Léonor Kadot           |      | (comte de Sébeville) |
| 1871                                   | 1873      | Louis-Eugène Courtault |      |                      |
| 1880                                   | 1881      | Antoine Gaucher        |      |                      |
| 1881                                   | 1882      | Jean-Baptiste Cathelin |      |                      |
| 1882                                   | 1882      | Antoine Gaucher        |      | 1 adjoint remplaçant |
| 1882                                   | 1884      | Hector Poitrat         |      |                      |
| 1884                                   | 1887      | Jean-Baptiste Moreau   |      |                      |
| 1887                                   | 1890      | Ernest Valentin        |      |                      |
| 1891                                   | 1896      | Jean-Louis Gaudin      |      |                      |
| 1896                                   | 1898      | Ernest Valentin        |      |                      |
| 1898                                   | 1912      | Gustave Poitrat        |      |                      |
| 1912                                   | 1919      | Casimir Clériot        |      |                      |
| 1919                                   | 1925      | Camille Delidais       |      |                      |
| 1925                                   | 1934      | Casimir Clériot        |      |                      |
| 1934                                   | 1939      | Henri Fouet            |      |                      |
| 1939                                   | 1953      | Lucien Clériot         |      |                      |
| 1953                                   | 1965      | Marcel Collet          |      |                      |
| 1965                                   | 1982      | Jean-Charles Panchetti |      |                      |
| 1982                                   | 1989      | Roland Marquenet       |      |                      |
| 1989                                   | 1995      | Jean Lejeune           |      |                      |
| 1995                                   | 1999      | Jacqueline Guillou     |      |                      |
| 1999                                   | 2001      | Guy Cristian           |      |                      |
| 2001                                   | 2001      | Christian Cafardy      |      |                      |
| 2001                                   | 2008      | Yves Girod             |      |                      |
| 2008                                   | en cours  | Gilbert Lair           |      |                      |
| Tất cả các dữ liệu trước đây không rõ. |           |                        |      |                      |

## Thông tin nhân khẩu
| Năm | 1962 | 1968 | 1975 | 1982 | 1990 | 1999 |
| --- | ---- | ---- | ---- | ---- | ---- | ---- |
| Dân số | 423  | 439  | 469  | 403  | 455  | 533  |
| From the year 1962 on: No double counting—residents of multiple communes (e.g. students and military personnel) are counted only once. |      |      |      |      |      |      |